# Leptophyton
Leptophyton is een geslacht van neteldieren uit de klasse van de Anthozoa (bloemdieren).

## Soort
- Leptophyton benayahui van Ofwegen & Schleyer, 1997